# Utricularia mannii
Utricularia mannii är en tätörtsväxtart som beskrevs av Oliver. Utricularia mannii ingår i släktet bläddror, och familjen tätörtsväxter. Inga underarter finns listade i Catalogue of Life.